# ファリド・マンスロフ
ファリド・マンスロフ（Farid Mansurov、1982年5月10日 - ）は、アゼルバイジャン・バクー出身のレスリング選手。2004年アテネオリンピックレスリンググレコローマンスタイル66kg級で金メダルを獲得した。2008年に行われた北京オリンピック開会式では選手団の旗手を務めた。

## 実績
- オリンピック
  - 2004年アテネオリンピック　金メダル
  - 2008年北京オリンピック　19位
- レスリング世界選手権
  - 2002年　2位　　
  - 2007年　優勝
  - 2009年　優勝